# Кунстхалле Вюрт
Кунстхалле Вюрт (иногда художественная галерея «Вюрт»; нем. Kunsthalle Würth Schwäbisch Hall) — художественный музей в районе Katharinenvorstadt города Швебиш-Халль (земля Баден-Вюртемберг), основанный в 2001 году; проводит временные выставки произведений современного искусства, собранных в коллекции предпринимателя Райнхольда Вюрта — выставки дополняют экскурсии и образовательные программы; трехэтажное музейное здание высотою в 17 метров было построено по проекту Хеннинга Ларсена — объем выставочного пространства составляет около 15000 кубометров.

## История
Частная художественная галерея «Вюрт» была основана в городе Швебиш-Халль в 2001 году предпринимателем и коллекционером Райнхольдом (Рейнгольдом) Вюртом (род. 1935); основу музейного фонда составило собрание самого Вюрта. Музейное здание (кунстхалле) было построено по проекту датского архитектора Хеннинга Ларсена; оно возводилось в период с 1998 по 2001 год. В дополнение к основным выставочным залам, в трехэтажном современном здании музея — построенном из стекла, стали и бетона — также есть музейный магазин, кафетерий и различные небольшие (технические и выставочное) помещения. Высота здания составляет около 17 метров, что позволяет ему иметь общий выставочный объём в 15 000 кубометров.
Основу деятельности галереи составляет проведение временных выставок произведений современного искусства из коллекции Вюрта; коллекция представлена и на другой выставочной площадке — в музее Вюрта (Museum Würth, Künzelsau-Gaisbach) в Кюнцельзау, созданном в 1991 году. Выставки сопровождаются экскурсиями, образовательными программами и дополнительными мероприятиями, такими как лекции, концерты и публичные чтения. Так в 2018 году в стенах галереи прошла временная групповая выставка «As Far as the Eye Can See — New Insight into the Würth Collection», представлявшая местным жителям и туристам произведения 24 авторов из собрания Вюрта, включая работы Герхарда Рихтера, Зигмара Польке, Арнульфа Райнера и Алекса Каца.
В 2003 году помещения кунстхалле были расширены за счёт размещения части собрания в здании бывшей пивоварни «Löwenbrauerei Hall»: масштабное кирпичное здание для производства пива было построено в 1903 году; теперь на части территории бывшего промышленного объекта проводятся выставки. Ещё один филиал кунстхалле находится в бывшем здании церкви Св. Иоанна (Johanniterkirche), построенном в конце XII века и перестроенном в 1385—1404 годах; церковь была секуляризирована в 1816 году и стала залом «Johanniterhalle». С осени 2008 года здесь выставляются принадлежащие Вюрту произведения средневекового и ренессансного искусства — такие, как Дармштадтская мадонна.